# Элисон Грос
«Элисон Грос» (англ. Allison Gross; Child 35, Roud 3212) — народная баллада шотландского происхождения. Известна в единственном варианте, записанном со слов миссис Браун её племянником Робертом Э. Скоттом в 1783 году и опубликованном в 1806 году Робертом Джемисоном.
На русский язык балладу, за исключением двух последних строф, перевёл Игнатий Михайлович Ивановский.

## Сюжет
Баллада представляет собой рассказ юноши, ведущийся от первого лица. Элисон Грос, «самая уродливая ведьма в северном краю», приводит его в свою башню, сажает на колени, расчёсывает ему волосы и гладит по голове. Она предлагает ему свою любовь и преподносит алую мантию, затем — шёлковую сорочку и золотую чашу. Юноша раз за разом отказывается. Тогда карга трубит в зелёный рог, крутится на месте и при помощи серебряной палочки и заклинания превращает парня в червя (дракона), привязанного к дереву. Ночью по субботам к нему приходит сестра, Мэйзри, кладёт себе на колени и расчёсывает гребнем. Однако юноша не жалеет о своём выборе. Однажды на Хэллоуин мимо проезжает процессия эльфов (seely court), и Королева фей расколдовывает несчастного, погладив его три раза.
Схожей по тематике является баллада «The Laily Worm and the Machrel of the Sea» (Child 36). Один из исследователей считает, что имя «Элисон» в среднеанглийской поэзии носили преимущественно молодые и привлекательные женщины, приводя в пример двух персонажей «Кентерберийских рассказов» и хорошо известное в своё время любовное стихотворение Alison; согласно же другому источнику, оно является одним из самых распространённых ведьмовских имён. Мотив первой части баллады, когда сверхъестественное существо предлагает человеку в обмен на его любовь различные дары, имеет хождение в романском и северогерманском фольклоре.
Баллада входит в число 25 традиционных историй, включённых в книгу Ballads Weird and Wonderful 1912 года, проиллюстрированную скульптором Верноном Хиллом.